# Quý phi

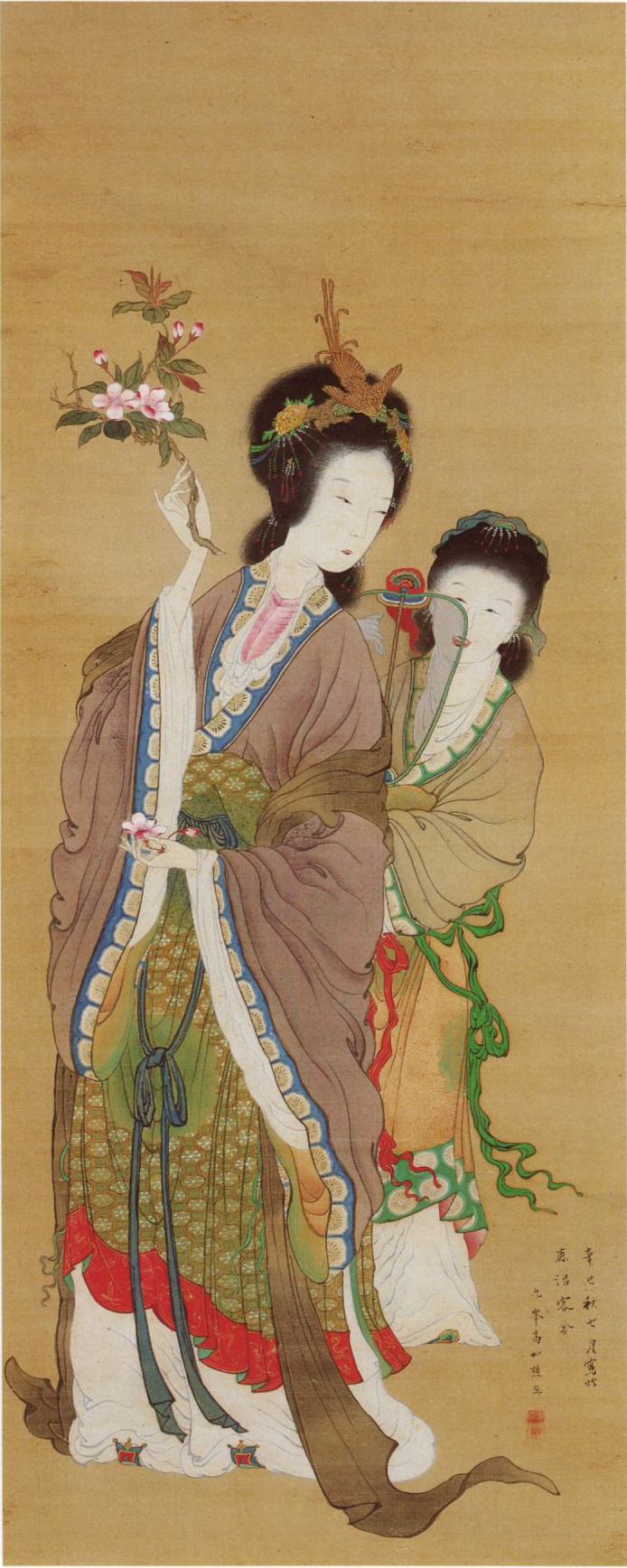
Tranh vẽ Dương Quý phi - vị Quý phi nổi tiếng nhất trong lịch sử

Quý phi (chữ Hán: 貴妃; Bính âm: guìfēi), là một danh hiệu dành cho phi tần trong hậu cung của các nước Đông Á.
Trong ngôn ngữ bình thường, Quý phi thường hay được hiểu nôm na là một danh từ ám chỉ một phi tần rất được sủng ái, địa vị tôn quý, chứ không phải một danh hiệu riêng.

## Lịch sử

### Trung Quốc
Thời kì nhà Hán và Tây Tấn, không có cách dùng Quý phi, phi tần được gọi là Phu nhân, Chiêu nghi hoặc Tiệp dư. Vào thời Lưu Tống, Tống Hiếu Vũ Đế thiết lập Tam phu nhân, bao gồm: [Quý phi; 貴妃], [Quý tần; 貴嬪] và [Quý nhân; 貴人]. Đó là lần đầu tiên danh hiệu Quý phi xuất hiện trong lịch sử, phẩm vị ngang Tướng quốc. Nhà Bắc Chu cũng theo đó lập Quý phi thuộc hàng Tam phu nhân, gồm: [Quý phi; 貴妃], [Trưởng Quý phi; 長貴妃] và [Đức phi; 德妃].
Vào thời nhà Tùy, Quý phi đứng đầu hậu cung, cùng [Thục phi; 淑妃], [Đức phi; 德妃] hợp xưng Tam phu nhân, vị Chính nhất phẩm chỉ dưới Hoàng hậu. Thời nhà Đường tiếp tục giữ vị trí độc tôn của Quý phi, cùng với [Thục phi], [Đức phi] lại thêm [Hiền phi; 贤妃] gọi chung là Tứ phu nhân. Đến thời Đường Huyền Tông Lý Long Cơ, từng bỏ Tứ phi để cải thành [Huệ phi; 惠妃], [Lệ phi; 麗妃] và [Hoa phi; 華妃], nhưng sau lại trở về như cũ để sách phong cho Dương thị tức Dương Quý phi.
Vào đầu triều đại nhà Minh, có các Phi kèm phong hiệu như [Ninh phi; 寧妃], [Thuận phi; 順妃], nhưng có bậc Quý phi là cao nhất, như Thành Mục Quý phi Tôn thị của Minh Thái Tổ, Chiêu Hiến Quý phi Vương thị của Minh Thành Tổ. Hiếu Cung Chương hoàng hậu Tôn thị khi làm Quý phi, do được Minh Tuyên Tông sủng ái nên cũng có [Kim bảo; 金寶] như Hoàng hậu, mở đầu cho việc Quý phi được hưởng nhiều đặc ân như Hoàng hậu suốt hai triều Minh và Thanh về sau.
Đến thời Minh Hiến Tông Chu Kiến Thâm, do sủng ái Vạn Quý phi nên phong Vạn thị làm Hoàng quý phi, đứng đầu chúng phi, từ đó sự độc tôn của Quý phi bị thay thế bởi Hoàng quý phi. Sang thời nhà Thanh, Quý phi trở thành cấp bậc thứ hai trong hậu cung, chỉ có hai người cùng lúc tại vị, vị thứ xếp sau Hoàng quý phi (xem thêm ở Hậu cung nhà Thanh).

### Việt Nam
Hậu cung ở Việt Nam, trước thời Lê sơ đều khó khảo được. Vào thời Lê sơ, Lê Thánh Tông định ra quy chế hậu cung chính thức. Dưới Hoàng hậu có:
- [Tam phi; 三妃]: Quý phi (貴妃), Minh phi (明妃), Kính phi (敬妃).
- [Cửu tần; 九嬪]:
  - Tam chiêu (三昭): Chiêu nghi (昭儀), Chiêu dung (昭容), Chiêu viên (昭媛).
  - Tam tu (三修): Tu nghi (修儀) Tu dung (修容), Tu viên (修媛).
  - Tam sung (三充): Sung nghi (充儀), Sung dung (充容), Sung viên (充媛).
- [Lục chức; 六職]: Tiệp dư (婕妤), Dung hoa (傛華), Tuyên vinh (宣榮), Tài nhân (才人), Lương nhân (良人), Mỹ nhân (美人).

Thời nhà Nguyễn, Gia Long Đế đặt các thứ bậc nội cung. Dưới Hoàng hậu có:
- [Tam phi; 三妃]: Quý phi (貴妃), Minh phi (明妃), Kính phi (敬妃);
- [Tam tu; 三修]: Tu nghi (修儀) Tu dung (修容), Tu viên (修媛);
- [Cửu tần; 九嬪]: Quý tần (貴嬪), Hiền tần (賢嬪), Trang tần (莊嬪), Đức tần (德嬪), Thục tần (淑嬪), Huệ tần (惠嬪), Lệ tần (麗嬪), An tần (安嬪), Hòa tần (和嬪);
- [Tam chiêu; 三昭]: Chiêu nghi (昭儀), Chiêu dung (昭容), Chiêu viên (昭媛)
- [Tam sung; 三充]: Sung nghi (充儀), Sung dung (充容), Sung viên (充媛).
- [Lục chức; 六職]: Tiệp dư (婕妤), Dung hoa (傛華), Nghi nhân (儀人), Tài nhân (才人), Linh nhân (靈人), Lương nhân (良人);

Từ năm Minh Mạng thứ 17 (1836), Nguyễn Thánh Tổ chấn chỉnh nội đình, quy định cung giai 9 bậc, hàng Phi là hai bậc đầu, gọi là [Nhất giai Phi; 一階妃] và [Nhị giai Phi; 二階妃]. Mỗi giai có 3 tước, sắp các chữ trước sau là cao thấp phân biệt, theo quy định năm đó thì [Quý phi] là đứng đầu. Định ước này tiếp tục giữ vào thời Nguyễn Hiến Tổ, và nguyên phối của ông là Nghi Thiên Chương Hoàng hậu đã được phong làm Quý phi vào năm Thiệu Trị thứ 6 (1846). Sang thời Nguyễn Dực Tông, tước Quý phi bị thay bằng [Thuận phi], và từ đó tước [Quý phi] biến mất trong hậu cung nhà Nguyễn, chỉ còn Hoàng quý phi ở vị trí độc tôn mà thôi.

## Nhân vật nổi tiếng
- Phan Ngọc Nhi - sủng phi của Đông Hôn hầu Tiêu Bảo Quyển.
- Trương Lệ Hoa - sủng phi của Hậu chủ Trần Thúc Bảo.
- Dương Quý phi - sủng phi của Đường Huyền Tông Lý Long Cơ, một trong những Tứ đại mỹ nhân của Trung Quốc.
- Độc Cô Quý phi - sủng phi của Đường Đại Tông Lý Dự, không phải Hoàng hậu hay Đế mẫu nhưng có thụy hiệu Hoàng hậu.
- Quách Quý phi - nguyên phối của Đường Hiến Tông Lý Thuần và là sinh mẫu của Đường Mục Tông Lý Hằng.
- Trương Quý phi - sủng phi của Tống Nhân Tông Triệu Trinh, không phải Hoàng hậu hay Đế mẫu nhưng có thụy hiệu Hoàng hậu.
- Vạn Quý phi - sủng phi của Minh Hiến Tông Thành Hóa Đế, là vị Quý phi đầu tiên được sách phong Hoàng quý phi.
- Viên Quý phi - phi tần của Minh Tư Tông Sùng Trinh Đế, bị Tư Tông ép tự sát tập thể khi nhà Minh sụp đổ nhưng may mắn thoát chết.
- Niên Quý phi - sủng phi của Thanh Thế Tông Ung Chính Đế, em gái đại thần Niên Canh Nghiêu. Vài ngày trước khi mất được phong Hoàng quý phi.
- Ý Quý phi - phi tần của Thanh Văn Tông Hàm Phong Đế, sau là Từ Hi Thái hậu.